# Пеницилл мелкошиповатый
Пеници́лл (пеници́ллий) мелкошипова́тый (лат. Penicíllium spinulósum) — вид несовершенных грибов (телеоморфная стадия неизвестна), относящийся к роду Пеницилл (Penicillium).

## Описание
Колонии на агаре Чапека сравнительно быстрорастущие, бархатистые до пучковатых, с белым мицелием, со слабо выраженными радиальными складками. Спороношение у свежевыделенных культур обильное, затем постепенно снижается, после многократных высевов иногда отсутствует вовсе. Окраска спороношения тёмно-зелёная или серо-оливковая. Запах едва заметный. Экссудат обычно отсутствует. Реверс колоний бледный, беловато-серый, в центральной части колонии желтоватый, изредка розоватый.
Конидиеносцы одноярусные, гладкостенные до шероховатых, в среднем 80—100 мкм длиной (если отходят от субстратного мицелия, то до 200—300 мкм, а если от веточек воздушного мицелия, то от 25—50 мкм), с некоторым вздутием на верхушке. Фиалиды в пучках по 6—10, фляговидные, обычно 6—9 мкм длиной. Конидии шаровидные, 3—3,5 мкм в диаметре, покрытые неправильным орнаментом или отчётливыми шипиками.

## Экология
Весьма распространённый гриб, встречающийся в самых разнообразных местах по всему миру.
Наиболее часто выделяется из почвы.

## Синонимы
- Penicillium abeanum G.Sm., 1963
- Penicillium brunneoviride Szilvinyi, 1941
- Penicillium flavocinereum Biourge, 1923
- Penicillium janthocitrinum Biourge, 1923
- Penicillium mucosum Stapp & Bortels, 1935
- Penicillium pfefferianum auct.
- Penicillium tannophilum Stapp & Bortels, 1935
- Penicillium trzebinskii var. magnum Sakag. & S.Abe, 1956